# الدوري النرويجي الممتاز 1985
الدوري النرويجي الممتاز 1985 (بالنرويجية: 1. divisjon fotball for menn 1985)‏ هو موسم من الدوري النرويجي الممتاز. الذي يشرف على تنظيمه اتحاد النرويج لكرة القدم، وكان عدد الأندية المشاركة فيه  12، وفاز فيه نادي روسنبورغ.